# 1,1-Dichlorethen
1,1-Dichlorethen (auch Vinylidenchlorid) ist ein ungesättigter Halogenkohlenwasserstoff, der in der Natur nicht vorkommt und als Ausgangsmaterial zur Herstellung des Kunststoffs Polyvinylidenchlorid (PVdC) dient.

## Darstellung
Die technische Darstellung ist aus dem Zwischenprodukt 1,1,1-Trichlorethan (CCl3–CH3) möglich, indem man mit Natronlauge (NaOH) Chlorwasserstoff abspaltet.

## Eigenschaften

### Physikalische Eigenschaften
1,1-Dichlorethen ist eine scharf riechende, farblose Flüssigkeit, die unlöslich in Wasser ist, gut löslich in Ethanol, Diethylether, Aceton, Benzol und Chloroform.
Die Dampfdruckfunktion ergibt sich nach Antoine entsprechend log10(P) = A−(B/(T+C)) (P in kPa, T in K) mit A = 4,10780, B = 1104,726 und C = −35,403 im Temperaturbereich von 244,79 K bis 305,6 K.

### Chemische Eigenschaften
1,1-Dichlorethen kann eine Polymerisationsreaktion eingehen. Die Polymerisationswärme beträgt −70 kJ·mol−1 bzw. −722 kJ·kg−1.

### Sicherheitstechnische Kenngrößen
1,1-Dichlorethen bildet leicht entzündliche Dampf-Luft-Gemische. Die Verbindung hat einen Flammpunkt bei −25 °C. Der Explosionsbereich liegt zwischen 6,57 Vol.‑% (260 g/m3) als untere Explosionsgrenze (UEG) und 15 Vol.‑% (6005 g/m3) als obere Explosionsgrenze (OEG). Die Grenzspaltweite wurde mit 3,91 mm bestimmt. Es resultiert damit eine Zuordnung in die Explosionsgruppe IIA. Die Zündtemperatur beträgt 530 °C. Der Stoff fällt somit in die Temperaturklasse T1.

## Verwendung
Hauptverwendung ist die Polymerisation zu Polyvinylidenchlorid (PVdC), meist als Copolymer mit anderen Monomeren wie Vinylchlorid oder Acrylnitril. Markennamen der Produkte sind Diophan, Vertan, Diorit, Saran und Saranex.
Diese Thermoplaste werden zu Folien, Beschichtungen oder Fasern für Spezialgewebe, säurefeste Taue und Borsten weiterverarbeitet.
Weiterhin wird es in der Halbleiterproduktion zur Herstellung von hochreinen Siliciumdioxidfilmen verwendet.

## Sicherheitshinweise/Toxizität
1,1-Dichlorethen wirkt auf das zentrale Nervensystem und ruft Symptome wie Müdigkeit, Rauschzustände, Krämpfe und bei hohen Konzentrationen Bewusstlosigkeit hervor. Der MAK-Wert für Vinylidenchlorid beträgt 8 mg·m−3.
Die IARC stufte 1,1-Dichlorethen im Jahr 2017 als möglicherweise krebserzeugend ein.